# Hypolycaena similis
Hypolycaena similis är en fjärilsart som beskrevs av Abel Dufrane 1945. Hypolycaena similis ingår i släktet Hypolycaena och familjen juvelvingar. Inga underarter finns listade i Catalogue of Life.